# Legra

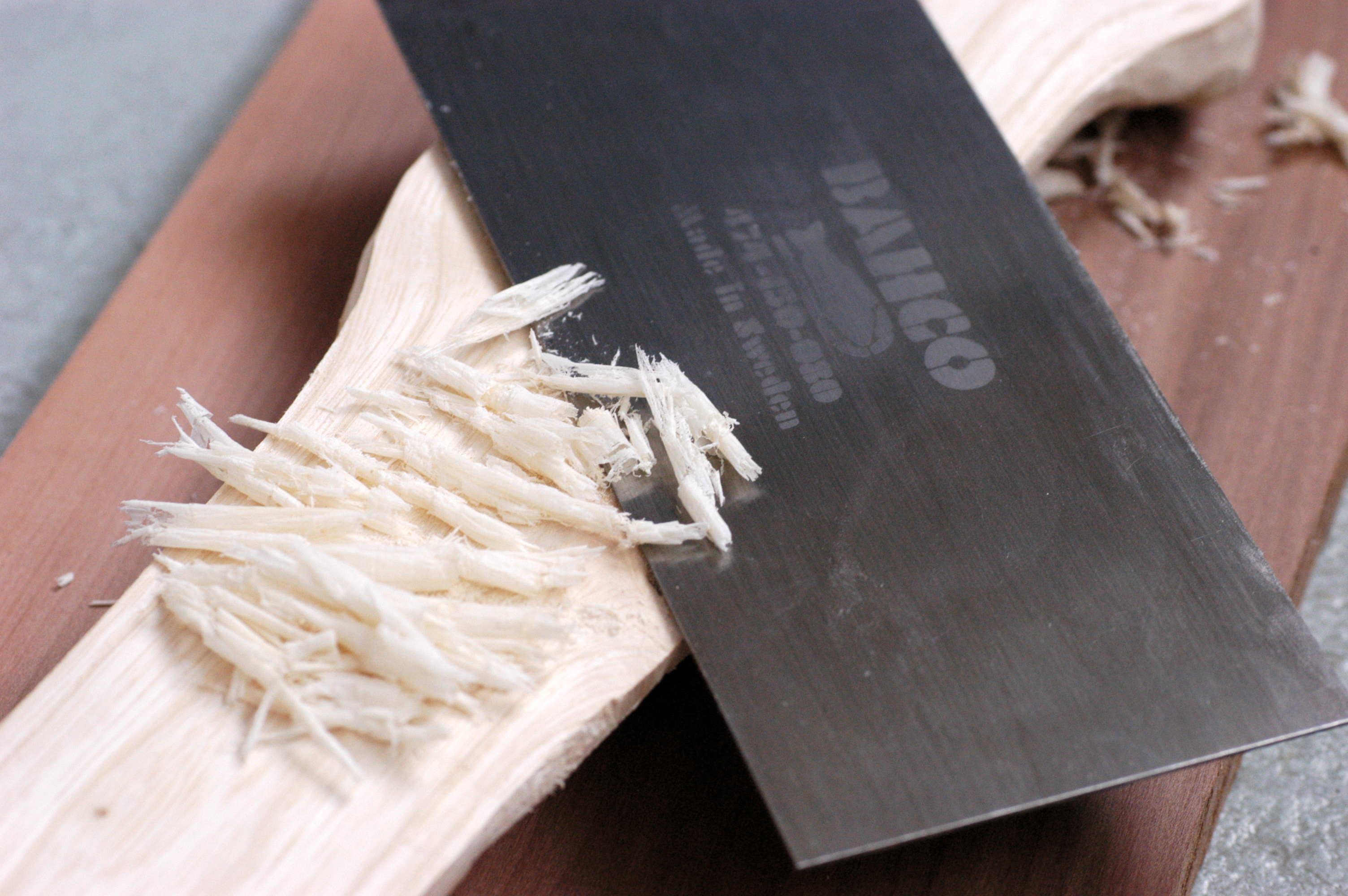
Legra

En la carpintería, una legra (también llamada rasqueta o raspador) es una herramienta manual para el tallado y el acabado. También, es una herramienta usada por los herradores para alisar la pezuña del animal antes de poner una herradura.

## Usos
Se utiliza para quitar pequeñas cantidades de material y relieves en superficies complicadas de tallar, allí donde generalmente se pueden causar resquebrajamientos. Las legras son más aptas para el trabajo con madera dura y suelen usarse en lugar del papel de lija.

## Tipos
Se encuentran disponibles en una amplia variedad de formas y tamaños, y la de diseño rectangular es la más común. Otra estructura habitual es la conocida como legra cuello de cisne, la cual se asemeja a una pistola de curvas y es útil para raspar zonas arqueadas. Para la raedura de planos convexos como el diapasón de un violín, puede ser conveniente utilizar legras rectangulares, pequeñas y flexibles.